# Liste der Biografien/Raa
Liste der Biografien |
Portal Biografien |
Personensuche
# |
A |
B |
C |
D |
E |
F |
G |
H |
I |
J |
K |
L |
M |
N |
O |
P |
Q |
R |
S |
T |
U |
V |
W |
X |
Y |
Z |
?
 
Ra |
Rb |
Rd |
Re |
Rh |
Ri |
Rj |
Rk |
Rl |
Rm |
Rn |
Ro |
Rr |
Rs |
Rt |
Ru |
Rv |
Rw |
Rx |
Ry |
Rz
 
Raa |
Rab |
Rac |
Rad |
Rae–Rah |
Rai |
Raj |
Rak |
Ral |
Ram |
Ran |
Rao |
Rap |
Raq |
Rar |
Ras |
Rat |
Rau |
Rav |
Raw |
Rax |
Ray |
Raz
Die Liste der Biografien führt alle Personen auf, die in der deutschsprachigen Wikipedia einen Artikel haben. Dieses ist eine Teilliste mit 200 Einträgen von Personen, deren Namen mit den Buchstaben „Raa“ beginnt.

## Raa

### Raab
- Raab, Agnes (1900–1960), deutsche Politikerin (Ost-CDU), MdL Sachsen-Anhalt
- Raab, Andreas (1955–2024), deutscher Politiker (CDU)
- Raab, Antonius (1897–1985), deutscher Luftfahrtpionier und Unternehmer
- Raab, Bernhard (* 1966), deutscher Fußballspieler
- Raab, Carl Axel (1835–1871), schwedischer Porträt-, Tier- und Landschaftsmaler
- Raab, Chris (* 1980), US-amerikanische TV-PersönlichkeitChris Raab (* 1980)

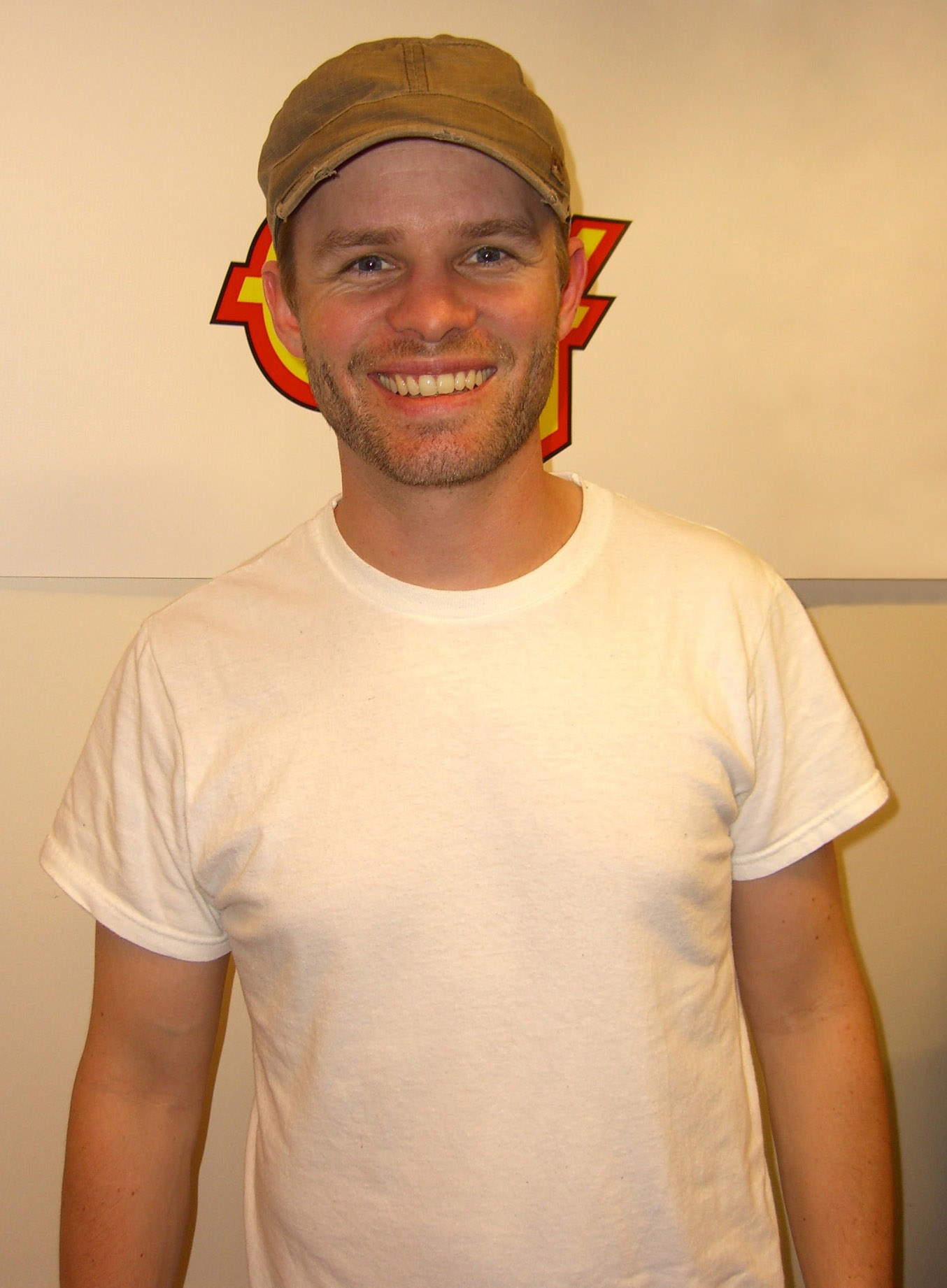
Chris Raab (* 1980)

- Raab, Claus (1943–2012), deutscher Musikwissenschaftler und Hochschullehrer
- Raab, Curt von (1834–1908), sächsischer General der Infanterie und Historiker
- Raab, Dominic (* 1974), britischer Politiker (Conservative Party)
- Raab, Dominik (* 1988), deutscher Jazzmusiker (Schlagzeug)
- Raab, Doris (1851–1933), deutsche Kupferstecherin und Radiererin
- Raab, Estera (1922–2015), Überlebende des Vernichtungslagers Sobibór
- Raab, Esther (1894–1981), israelische Dichterin
- Raab, Ferdinand (1878–1954), deutscher Industrieller
- Raab, Franz Anton von (1722–1783), österreichischer Hofbeamter
- Raab, Friedrich (1859–1917), deutscher Porzellanmaler und Politiker, MdHB, MdR
- Raab, Fritz (1909–1989), deutscher Flugzeugkonstrukteur und Unternehmer
- Raab, Fritz (1925–2010), deutscher Schriftsteller und Rundfunkredakteur
- Raab, Gabriel (* 1981), deutscher SchauspielerGabriel Raab (* 1981)

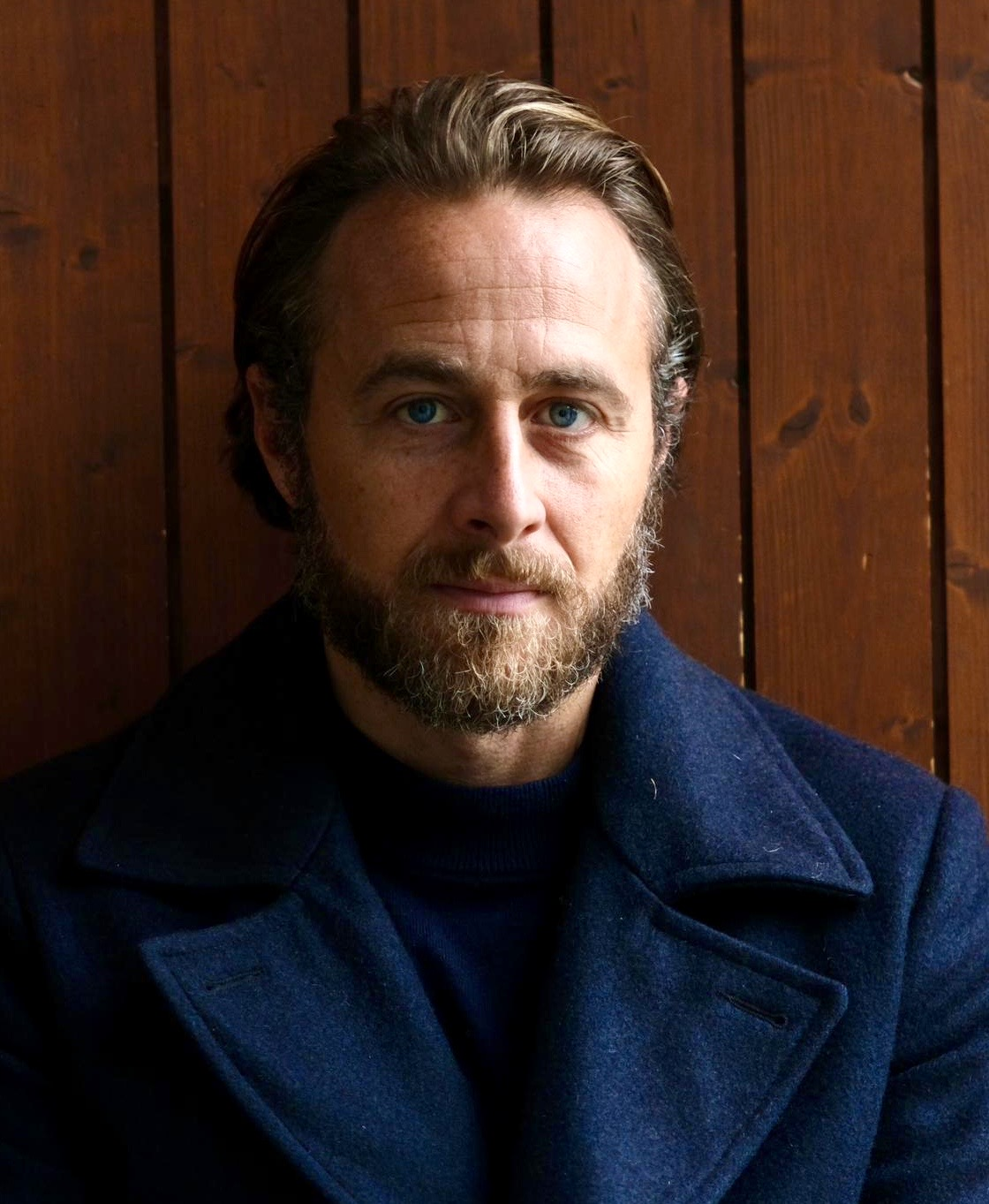
Gabriel Raab (* 1981)

- Raab, Georg (1869–1932), deutscher Politiker (SPD)
- Raab, Georg Martin Ignaz (1821–1885), österreichischer Maler
- Raab, Gerhard (1956–2023), österreichischer Grafiker, Maler und Bildhauer
- Raab, Gustav (1905–1943), deutscher römisch-katholischer Geistlicher und Märtyrer
- Raab, Gustav (1938–2006), österreichischer Bankmanager
- Raab, Hans (1940–2012), deutscher Unternehmer und Erfinder
- Raab, Harald (1921–1969), deutscher Slawist und Hochschullehrer
- Raab, Heike (* 1965), deutsche Politikerin (SPD), MdL
- Raab, Heinrich (1893–1969), österreichischer Politiker (Vaterländische Front), Bürgermeister von St. Pölten
- Raab, Herbert (* 1969), österreichischer Informatiker, Amateurastronom und Asteroidenentdecker
- Raab, Heribert (1923–1990), deutscher Historiker
- Raab, Ignaz (1715–1787), böhmischer Maler
- Raab, Inga (* 1979), deutsche Cellistin
- Raab, Joachim (* 1948), deutscher Maler und Fotograf
- Raab, Johann Leonhard (1825–1899), deutscher Radierer, Kupfer- und Stahlstecher sowie Maler
- Raab, Johannes (1826–1881), deutscher Politiker, Landtagsabgeordneter Hessen-Homburg
- Raab, Josef (1899–1971), deutscher antifaschistischer Widerstandskämpfer, Interbrigadist und Résistancekämpfer
- Raab, Julius (1891–1964), österreichischer Politiker (ÖVP), Abgeordneter zum Nationalrat, Bundeskanzler
- Raab, Jürgen (* 1958), deutscher Fußballspieler und Trainer
- Raab, Karl (1906–1992), deutscher Politiker (SED)
- Raab, Klaus (* 1959), deutscher Basketballspieler
- Raab, Kurt (1941–1988), deutscher Schauspieler
- Raab, Lorenz (* 1975), österreichischer Trompeter
- Raab, Markus (* 1968), deutscher Sportpsychologe, Sportwissenschaftler, Hochschullehrer
- Raab, Matheo (* 1998), deutscher FußballspielerMatheo Raab (* 1998)

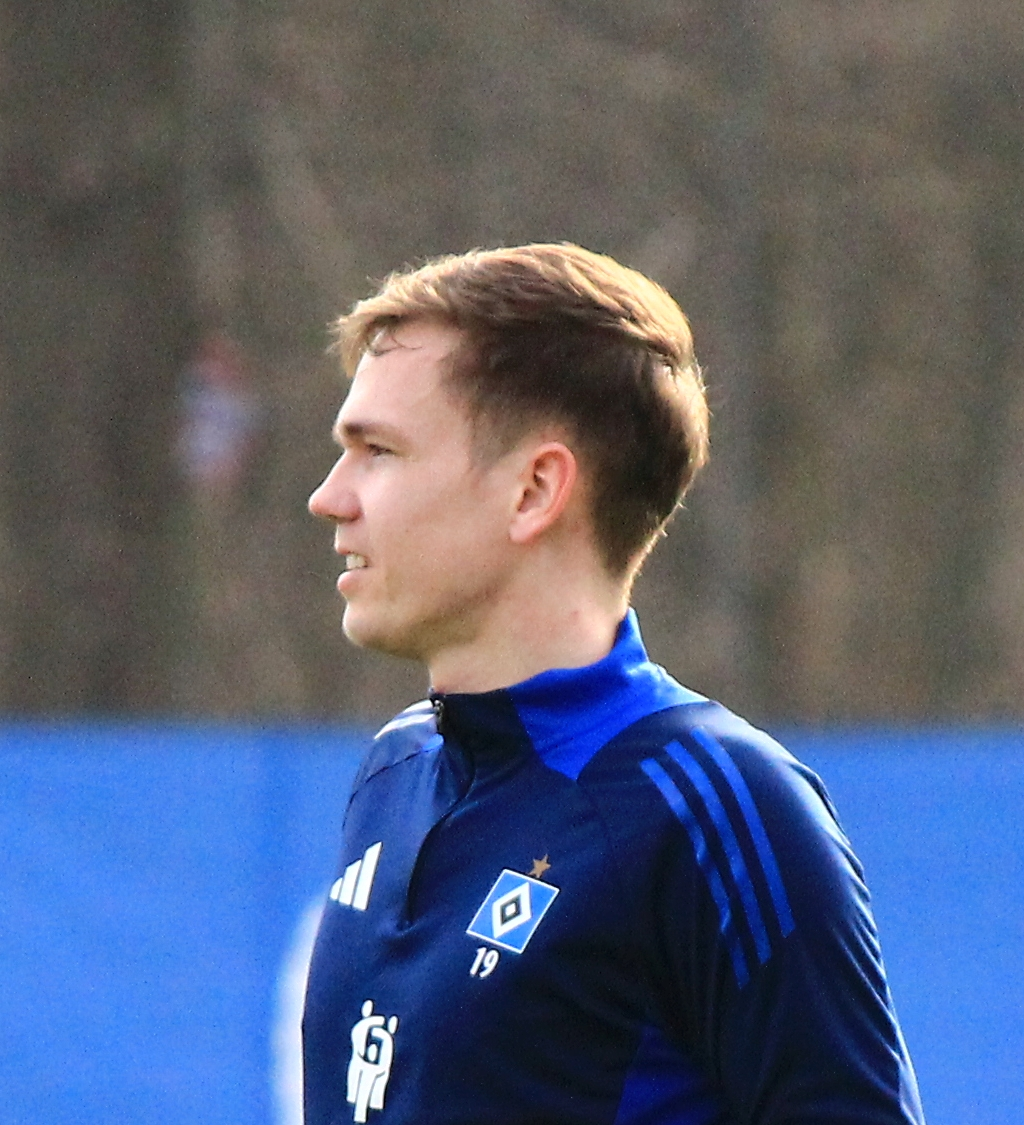
Matheo Raab (* 1998)

- Raab, Max (1902–1973), deutscher Handelsvertreter und Politiker (NPD)
- Raab, Nicola (* 1972), deutsche Opernregisseurin
- Raab, Paul (1928–1986), österreichischer Politiker (ÖVP), Mitglied des Bundesrates
- Raab, Rex (1914–2004), britischer Architekt und Anthroposoph
- Raab, Riki (1899–1997), österreichische Tänzerin, Musikschriftstellerin und Essayistin
- Raab, Rosemarie (* 1946), deutsche Politikerin (SPD) und Hamburger Senatorin
- Raab, Rudolf (1861–1940), deutscher Bühnen- und Filmschauspieler, Charakterkomiker und Sänger
- Raab, Stefan (* 1966), deutscher EntertainerStefan Raab (* 1966)

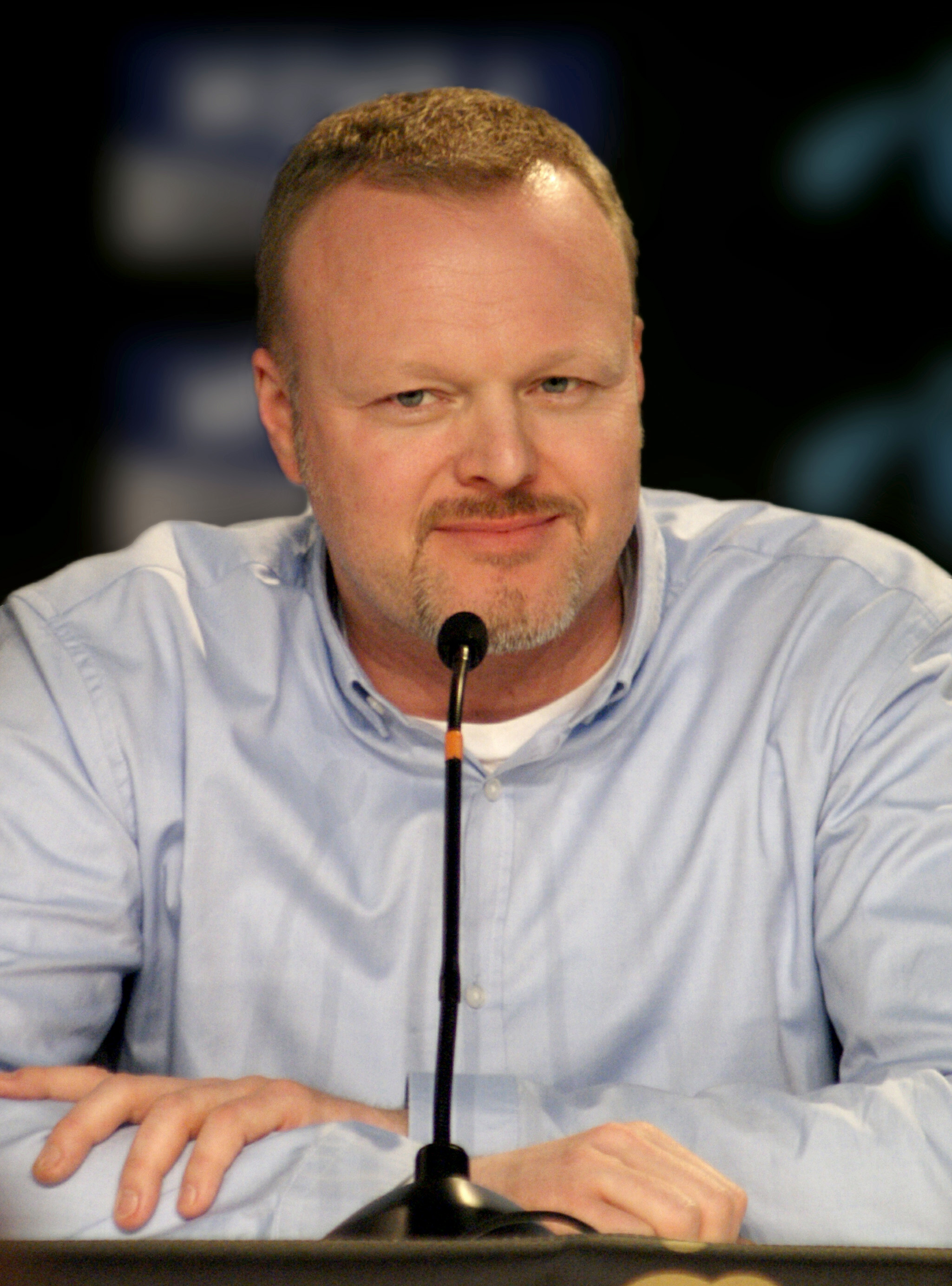
Stefan Raab (* 1966)

- Raab, Susanne (* 1984), österreichische Juristin und Expertin für Integration
- Raab, Thomas (* 1961), deutscher Rechtswissenschaftler
- Raab, Thomas (* 1968), österreichischer Schriftsteller, Übersetzer und Kognitionsforscher
- Raab, Thomas (* 1970), österreichischer Buchautor und Musiker
- Raab, Uwe (* 1962), deutscher Radsportler
- Raab, Werner (* 1947), deutscher Politiker (CDU), MdL
- Raab, Wilhelm (1907–1989), deutscher Maler, Zeichner und Grafiker
- Raab-Straube, Eckhard von (1967–2024), deutscher Biologe und Kustos
- Raabe von Holzhausen, Erna (1882–1938), deutsche Malerin und Grafikerin
- Raabe, Abraham Gottlieb (1764–1845), deutscher Klassischer Philologe
- Raabe, Andreas (* 1963), deutscher Neurochirurg
- Raabe, August (1759–1841), deutscher Postbeamter und Publizist
- Raabe, Carl August (1804–1878), evangelischer Theologe und erster Prediger der Deutschen Evangelischen Kirchengemeinde A.B. zu Preßburg
- Raabe, Christiane (* 1962), deutsche Bibliothekarin
- Raabe, Cuno (1888–1971), deutscher Politiker (Zentrum, CDU), MdL und Bürgermeister von Hagen und FuldaCuno Raabe (1888–1971)

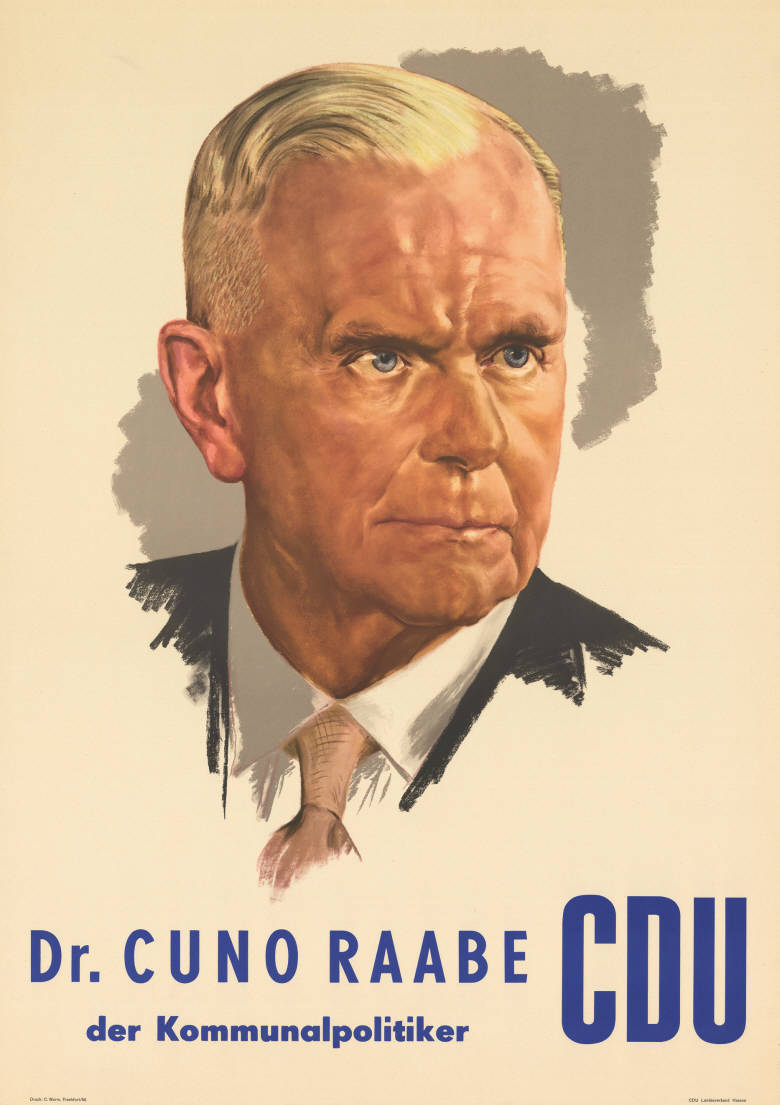
Cuno Raabe (1888–1971)

- Raabe, Detlef (* 1971), deutscher Gewerkschaftssekretär und Diplom-Jurist
- Raabe, Dierk (* 1965), deutscher Ingenieur und Werkstoffwissenschaftler
- Raabe, Eistein (* 1908), norwegischer Skispringer
- Raabe, Fabian (* 1989), deutscher Schauspieler
- Raabe, Felix (1900–1996), deutscher Dirigent und Musikwissenschaftler
- Raabe, Gerhard (* 1950), deutscher Chemiker und Hochschullehrer
- Raabe, Gustav Ludwig Ferdinand (1774–1837), sächsischer General der Artillerie
- Raabe, Hans-Jürgen (* 1952), deutscher Fotograf, Journalist, Publizist und Verleger
- Raabe, Hedwig (1844–1905), deutsche Schauspielerin
- Raabe, Heinrich (1799–1865), deutscher Ökonom und Mitglied der kurhessischen Ständeversammlung
- Raabe, Henry (* 1983), costa-ricanischer Radrennfahrer
- Raabe, Herbert P. (1909–2004), deutscher Elektrotechniker
- Raabe, Hermann (* 1873), deutscher Politiker (parteilos), MdL
- Raabe, Jan (* 1965), deutscher Diplom-Sozialpädagoge und Autor
- Raabe, Joachim (* 1974), deutscher Kirchenmusiker
- Raabe, Johann Conrad (1828–1905), deutscher Bürgermeister und Mitglied des Provinziallandtages der Provinz Hessen-Nassau
- Raabe, Joseph Ludwig (1801–1859), Schweizer Mathematiker
- Raabe, Jürgen (* 1957), deutscher Sportschütze
- Raabe, Karl (1879–1953), deutscher Unternehmer
- Raabe, Karl Josef (1780–1849), deutscher Maler, Ingenieuroffizier und Geograf
- Raabe, Katharina (* 1957), deutsche Übersetzerin, Lektorin und Herausgeberin
- Raabe, Kristin (* 1970), deutsche Biologin und Wissenschaftsjournalistin
- Raabe, Marc (* 1968), deutscher Schriftsteller
- Raabe, Margarethe (1863–1947), deutsche Malerin
- Raabe, Max (* 1962), deutscher Sänger sowie Gründer und Leiter des Palast OrchestersMax Raabe (* 1962)

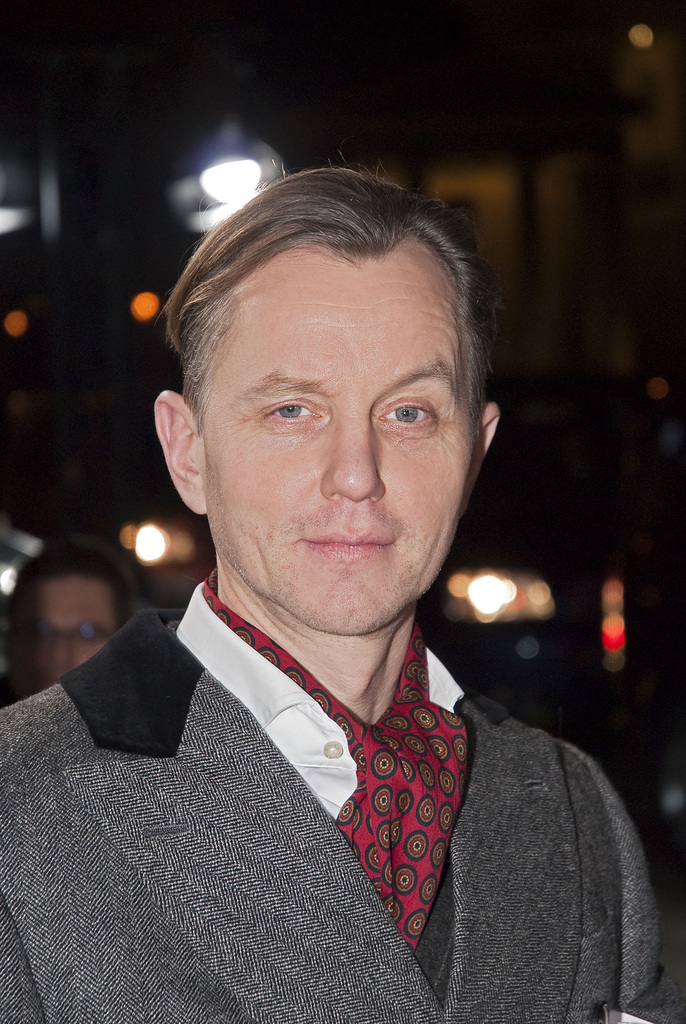
Max Raabe (* 1962)

- Raabe, Meinhardt (1915–2010), US-amerikanischer Schauspieler
- Raabe, Melanie (* 1981), deutsche Schriftstellerin
- Raabe, Paul (1883–1967), deutscher Industriemanager
- Raabe, Paul (1927–2013), deutscher Literaturwissenschaftler und Bibliothekar
- Raabe, Peter (1872–1945), deutscher Dirigent, Musikschriftsteller und NS-Kulturpolitiker
- Raabe, Sascha (* 1968), deutscher Politiker (SPD), MdB
- Raabe, Volkmar (* 1955), deutscher Fußballspieler
- Raabe, Wayan (* 1979), deutscher Techno-Produzent
- Raabe, Wilhelm (1831–1910), deutscher ProsaautorWilhelm Raabe (1831–1910)

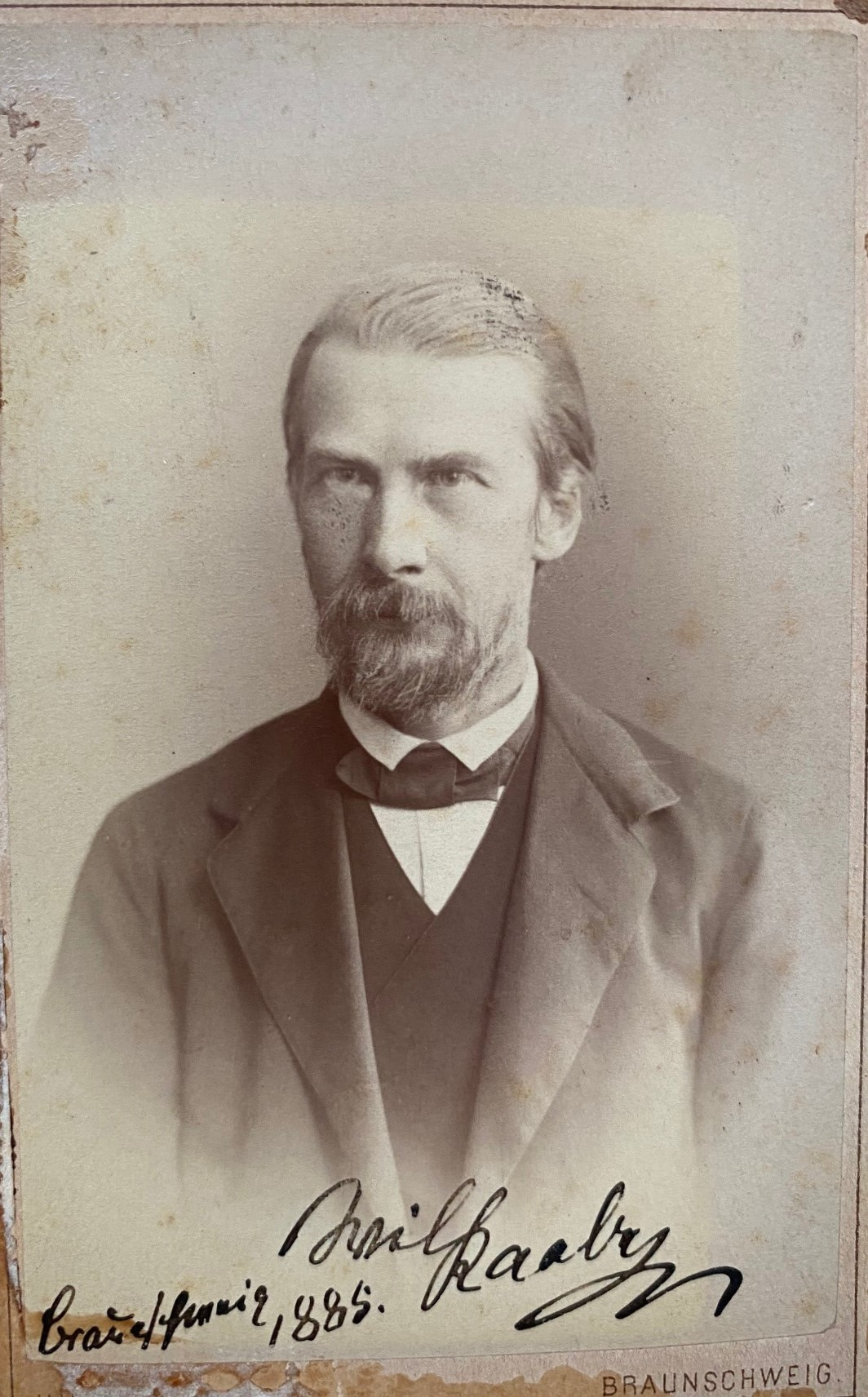
Wilhelm Raabe (1831–1910)

- Raabe, York-Fabian (* 1979), deutscher Filmregisseur, Drehbuchautor und Filmproduzent
- Raabe-Steinherr, Marlene (* 1985), deutsche Regattaseglerin
- Raaber, Chris (* 1981), österreichischer Wrestler
- Raaberg, Birgitte (* 1954), dänische Schauspielerin
- Raabke, Tilman (* 1957), deutscher Dramaturg
- Raabs, Christoph (* 1972), deutscher Politiker, Bundesvorsitzender der ÖDP
- Raaby, Torstein (1920–1964), norwegischer Polarforscher

### Raac
- Raack, Alex (* 1983), deutscher Autor und Journalist
- Raack, Heinz (1916–2003), dreimal Deutscher Meister im Tischtennis
- Raack, Heinz (1917–2002), deutscher Hockeyspieler
- Raack, Ingrid (* 1954), deutsche Moderatorin und Sängerin
- Raack, Joachim (1901–1997), deutscher Ministerialbeamter und Bundesrichter
- Raack, Richard C. (1928–2019), US-amerikanischer Geschichtswissenschaftler
- Raacke, Dominic (* 1958), deutscher Schauspieler, Drehbuchautor, Synchron- und HörspielsprecherDominic Raacke (* 1958)

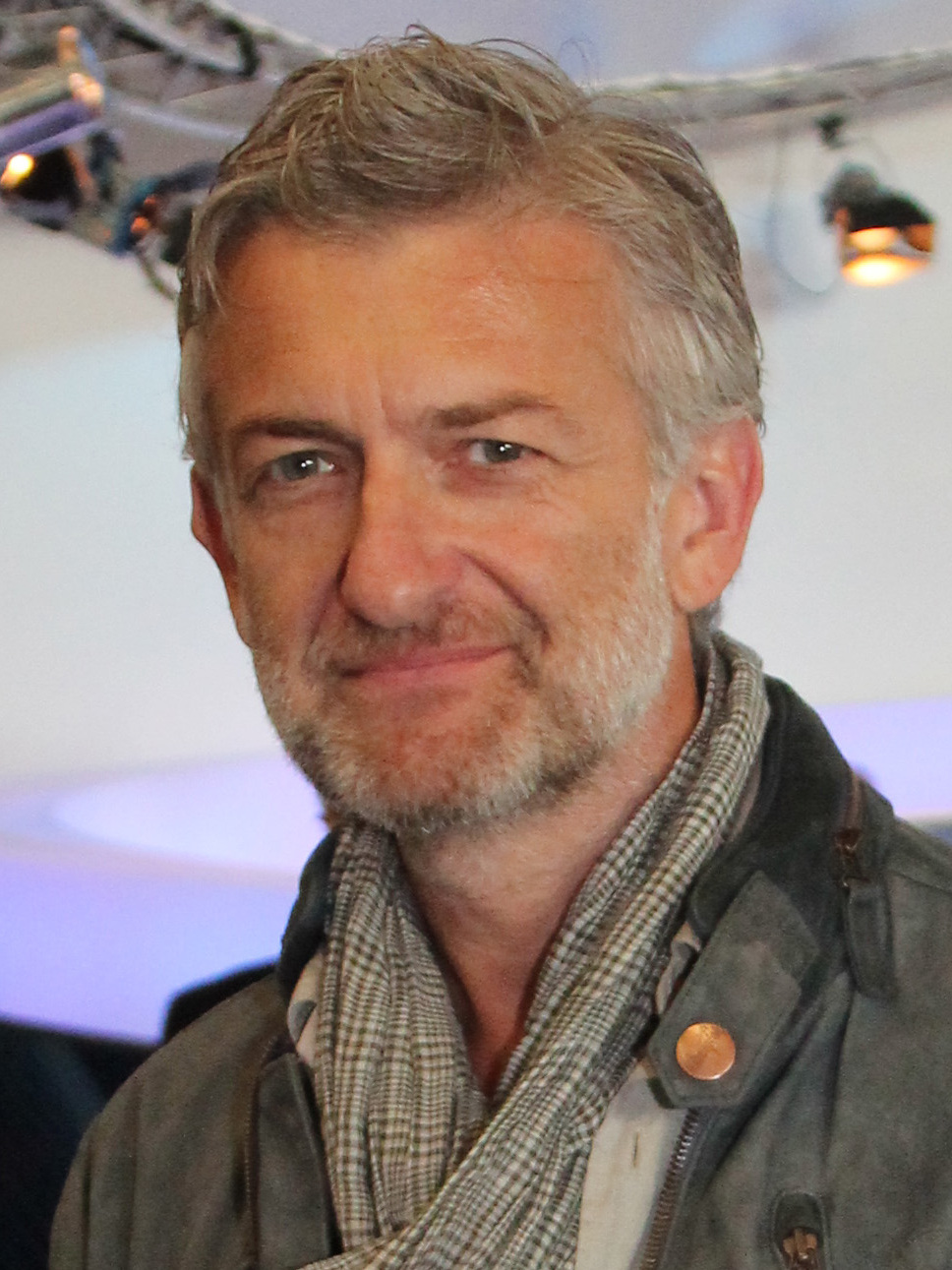
Dominic Raacke (* 1958)

- Raacke, Peter (1928–2022), deutscher Produktdesigner

### Raad
- Raad Madschid al-Hamdani (* 1951), irakischer Offizier, General der irakischen Republikanischen Garde
- Raad, Ignace (1923–1999), libanesischer Erzbischof
- Ra’ad, Majda (1942–2025), schwedisch-jordanische Prinzessin des haschimitischen Königreichs Jordanien
- Raad, Walid (* 1967), libanesischer Fotokünstler und Hochschullehrer
- Raade, Gunnar (* 1944), norwegischer Geologe
- Raadik, Pille (* 1987), estnische Fußballspielerin
- Raadsveld, Anna (* 1990), niederländische Schauspielerin
- Raadts, Ernst (1901–1974), deutscher Kommunalpolitiker (BP)

### Raae
- Raaen, Joel (* 1950), US-amerikanischer Komponist, Arrangeur, Chorleiter, Posaunist und Musikpädagoge

### Raaf
- Raaf, Helmut de (* 1961), deutscher Eishockeytormann und -trainer
- Raaf, Hermann (* 1914), deutscher Chemiker
- Raaf, Joachim (* 1960), deutscher Schauspieler
- Raaf, Karl (1902–1980), deutscher Politiker (SPD), MdL Württemberg-Hohenzollern
- Raaff, Anton (1714–1797), deutscher Opernsänger (Tenor)
- Raaff, Gottfried (1750–1851), deutscher Gartenarchitekt
- Raaff, Robin de (* 1968), niederländischer Komponist
- Raaff, Stefan (1967–2012), deutscher Boxer
- Raaflaub, Beat (* 1946), Schweizer Dirigent
- Raaflaub, Fritz (1884–1953), Schweizer Politiker (FDP)
- Raaflaub, Hans (1928–2010), Schweizer Schriftsteller
- Raaflaub, Kurt (1941–2023), Schweizer Althistoriker
- Raaflaub, Walter (* 1941), Schweizer Arzt und Autor

### Raag
- Raag, Raimo (* 1953), schwedisch-estnischer Sprach- und Kulturwissenschaftler

### Raah
- Raahauge Nielsen, Børge (1920–2010), dänischer Ruderer
- Raahauge, Josephine (* 1980), dänische Schauspielerin
- Raahauge, Kristine (1949–2022), grönländische Politikerin (Siumut) und Eskimologin
- Raaholt, Andrea (* 1996), norwegische Tennisspielerin

### Raai
- Raaijmakers, Dick (1930–2013), niederländischer Komponist Performance- und Installationskünstler
- Raaijmakers, Marit (* 1999), niederländische Radsportlerin

### Raak
- Raak, Colin (* 2000), deutscher Fußballspieler
- Raak, Jannie (1922–1957), niederländische Widerstandskämpferin
- Raak, Ronald van (* 1969), niederländischer Politiker und Historiker
- Raake, Alexander (* 1971), deutscher Elektroingenieur und Hochschullehrer
- Raake, John Kåre (* 1962), norwegischer Drehbuchautor und Schriftsteller

### Raal
- Raalte, Albert van (1890–1952), niederländischer Dirigent
- Raalte, Eduard Ellis van (1841–1921), niederländischer Politiker und Rechtsanwalt
- Raalte, Herman van (1921–2013), niederländischer Fußball- und Handballtorhüter
- Raalten, Gerrit van (1797–1829), niederländischer Taxidermist und Zeichner

### Raam
- Raam, Eeri (* 1946), estnischer Radrennfahrer
- Räämet, Siret (* 1999), estnische Fußballspielerin
- Raamot, Jaan (1873–1927), estnischer Agrarwissenschaftler und Politiker
- Raamsdonk, Pedro van (* 1960), niederländischer Boxer

### Raan
- Ra’anan, Uri (1926–2020), US-amerikanischer Politikwissenschaftler
- Raanta, Antti (* 1989), finnischer Eishockeytorwart

### Raap
- Raap, Jürgen (* 1952), deutscher Schriftsteller
- Raap, Peter (* 1948), deutscher Heimatforscher
- Raape, Leo (1878–1964), deutscher Rechtsgelehrter
- Raapitz, Karl (1894–1944), deutscher Zollbeamter, Bürgermeister und Politiker (NSDAP)
- Raapke, Arnold (1864–1935), deutscher Verwaltungsbeamter und Richter
- Raapke, August Wilhelm (1910–1981), deutscher Kaufmann und Behördenleiter
- Raapke, Hans-Dietrich (1929–2016), deutscher Pädagoge und Hochschullehrer

### Raas
- Raas, Jan (* 1952), niederländischer RadrennfahrerJan Raas (* 1952)

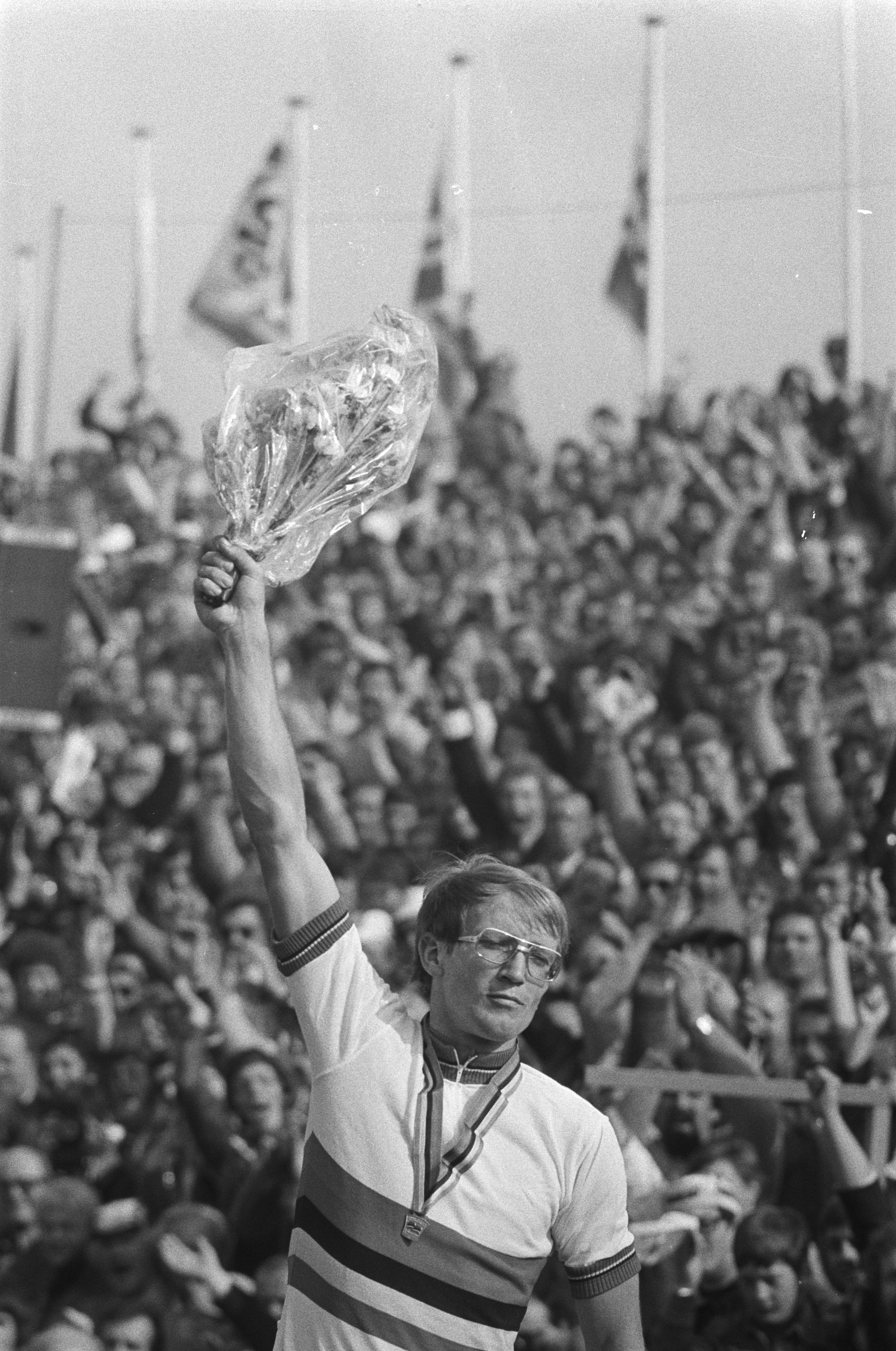
Jan Raas (* 1952)

- Raasch, Albert (* 1930), deutscher Linguist
- Raasch, Emanuel (* 1955), deutscher Radrennfahrer und TrainerEmanuel Raasch (* 1955)

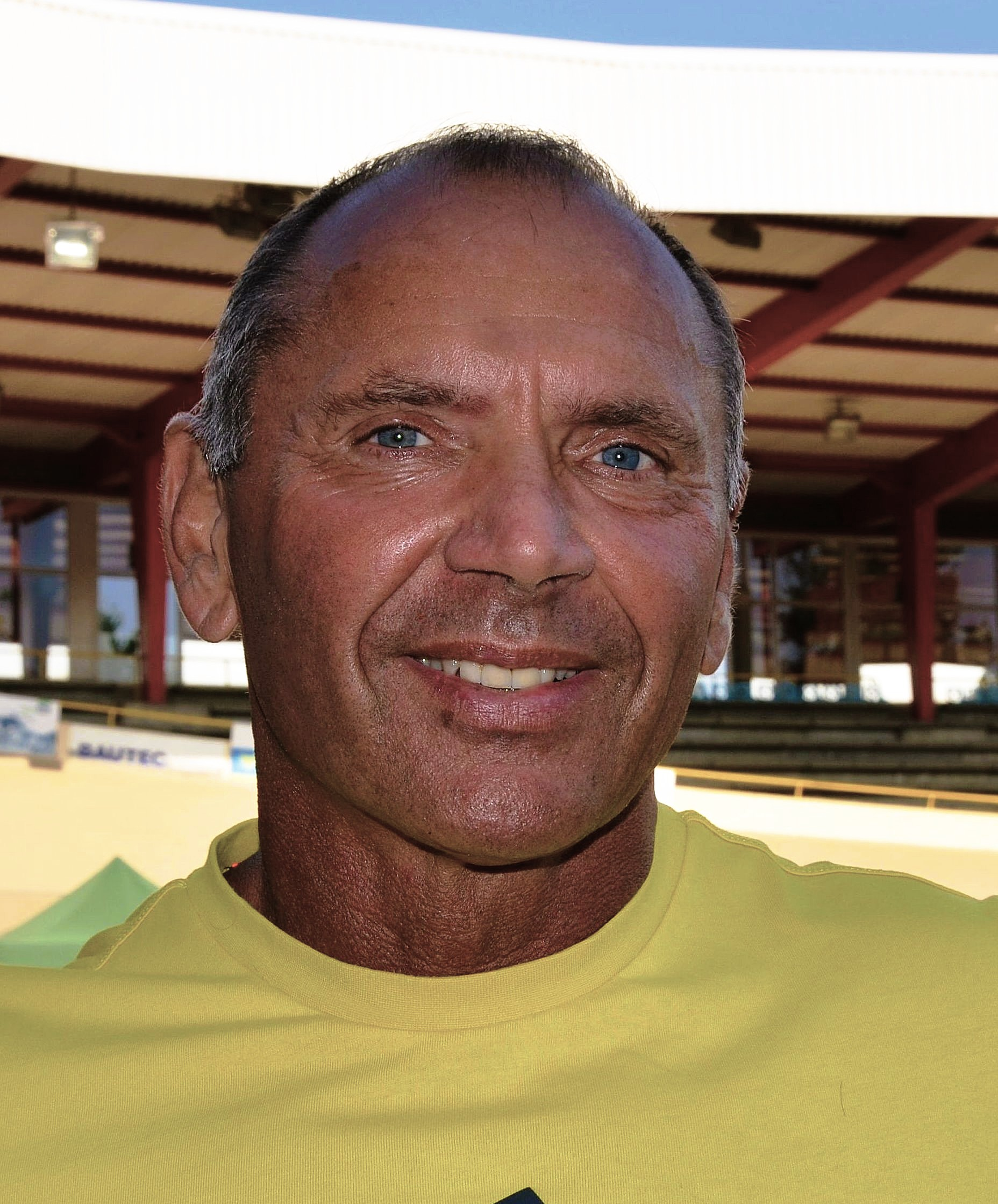
Emanuel Raasch (* 1955)

- Raasch, Friedrich-Wilhelm (1938–1997), deutscher Politiker (CDU), MdL
- Raasch, Gilbert Oscar (1903–1999), US-amerikanischer Geologe und Paläontologe
- Raasch, Holger, deutscher Diplomat
- Raasch, Manfred (1931–1965), deutscher Schauspieler und Sänger
- Raasch, Martin (1938–2008), deutscher Politiker (SPD), MdA
- Raasch, Nicola (* 1970), deutsche Schauspielerin
- Raasch, Rolf (* 1953), deutscher Soziologe, Publizist und Verleger
- Raasch, Rudolf (1925–2008), deutscher Pädagoge und Geschichtsdidaktiker
- Raase, Hubert H. (* 1944), deutscher Fußball-Funktionär und Unternehmer
- Raasløff, Waldemar von (1815–1883), dänischer Generalleutnant, Diplomat und Minister
- Raasok, Eli Marie (* 1996), norwegische Handballspielerin
- Räästas, Helmuth (* 1901), estnischer Fußballspieler

### Raat
- Raat, Riek de (1918–2018), niederländische Malerin
- Raatikainen, Antti (* 1990), finnischer Biathlet und Skilangläufer
- Raatikainen, Erkki (1930–2011), finnischer Politiker, Journalist und Rundfunkintendant
- Raatikainen, Jaska (* 1979), finnischer Schlagzeuger und Mitglied der Metalband Children of BodomJaska Raatikainen (* 1979)

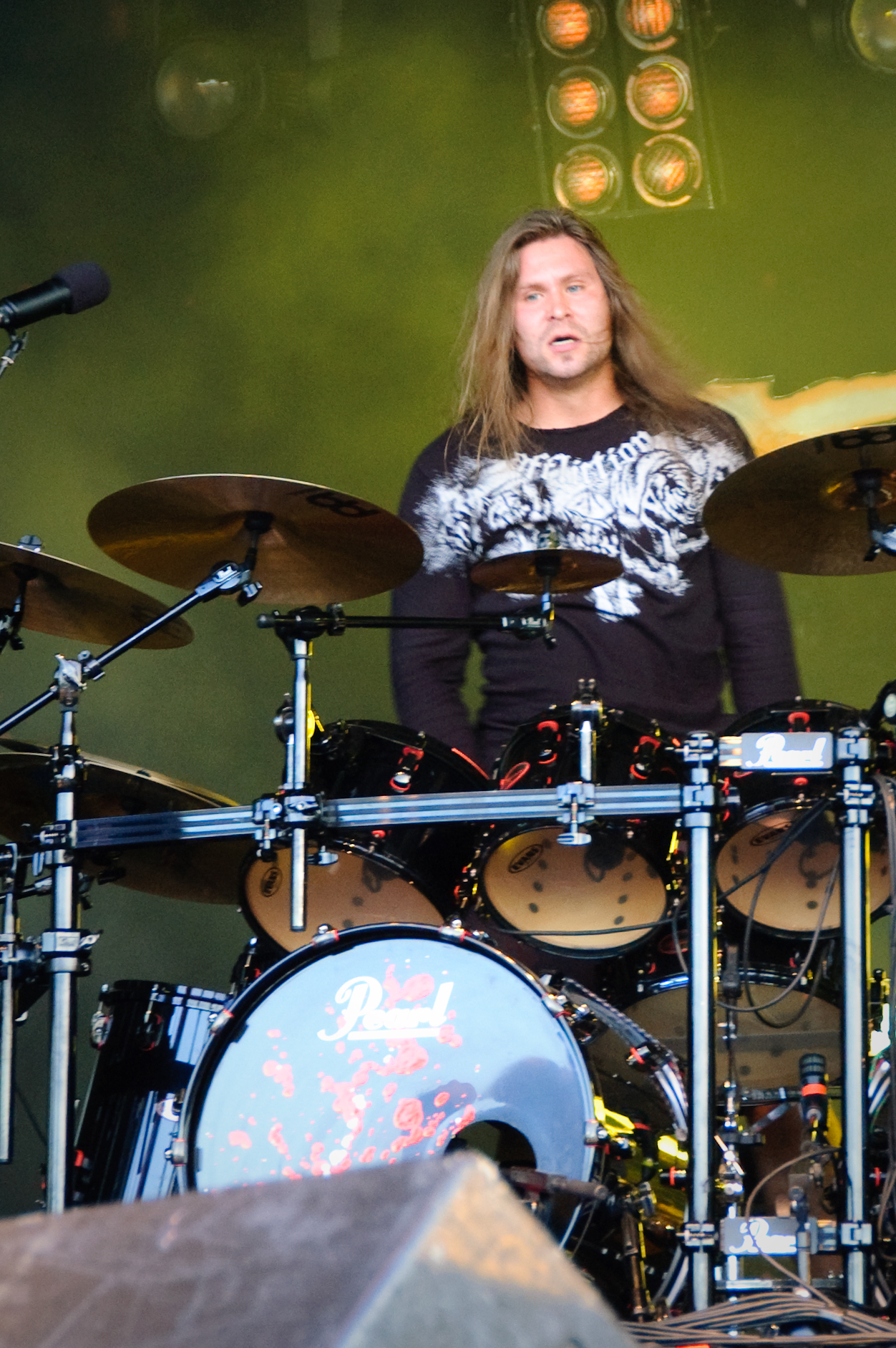
Jaska Raatikainen (* 1979)

- Raatma, Salme (1915–2008), estnische Schriftstellerin
- Raats, Brian (* 2004), südafrikanischer Hochspringer
- Rääts, Jaan (1932–2020), sowjetischer bzw. estnischer Komponist
- Raatsie, Calvin (* 2002), niederländischer Fußballtorhüter
- Raatz, Birgit, deutsche Schauspielerin
- Raatz, Edmund (* 1936), deutscher Schauspieler
- Raatz, Otto (1894–1941), deutscher Lehrer und Politiker (NSDAP), MdPl
- Raatz, Simone (* 1962), deutsche Politikerin (SPD), MdL, MdB
- Raatz, Willy (1910–2010), deutscher bildender Künstler
- Raatz-Brockmann, Julius von (1870–1944), deutscher Konzertsänger (Bariton) und Gesangspädagoge
- Raatzsch, Heinz (* 1934), deutscher Arzt und Urologe
- Raatzsch, Richard (* 1957), deutscher Philosoph

### Raay
- Raaymakers, Boy (1944–2018), niederländischer Jazzmusiker (Trompete, Flügelhorn, Komposition)

### Raaz
- Raaz, Franz (1894–1973), österreichischer Mineraloge und Hochschullehrer